# (10762) von Laue
(10762) von Laue  es un asteroide perteneciente al cinturón de asteroides, descubierto el 12 de octubre de 1990 por Freimut Börngen y Lutz Dieter Schmadel desde el Observatorio Karl Schwarzschild, en Alemania.

## Designación y nombre
von Laue se designó inicialmente como 1990 TC4.
Más adelante fue nombrado en honor al físico alemán Max von Laue (1879-1960).

## Características orbitales
von Laue orbita a una distancia media del Sol de 3,0352 ua, pudiendo acercarse hasta 2,7266 ua y alejarse hasta 3,3438 ua. Tiene una excentricidad de 0,1016 y una inclinación orbital de 1,4375° grados. Emplea en completar una órbita alrededor del Sol 1931 días.

## Características físicas
Su magnitud absoluta es 13,4. Tiene 6,726 km de diámetro. Su albedo se estima en 0,187. El valor de su periodo de rotación es de 4,71 h.